# 龍が如く8
『龍が如く8』（りゅうがごとくエイト、英題：Like a Dragon: Infinite Wealth）は、セガより2024年1月26日に発売されたゲームソフト。
キャッチコピーは「世界一、運が悪くて世界一ハッピーなヤツらの物語」。

## 概要
2021年10月8日に制作を発表。『龍が如く7 光と闇の行方』に続く龍が如くシリーズナンバリング作で、ナンバリング作品の発売は約4年ぶりとなった。
なお英題は従来の「Yakuza」から「Like a Dragon」に変更された。これについて制作総指揮の横山昌義は「日本・アジアのシリーズファンの方と、前作からシリーズをプレイされた方とでは今作のメッセージが変わると考えたから」とした。また、日本語版で副題を付けなかった理由として横山は、複数の視点から複雑に絡み合うストーリーや過去作の経験によって感じ方が異なることから「“副題”は、ひとつではないと考えています」とした上で、「プレイを終えた後に、自分だけの“副題”をつけていただけると幸いです。」とSNSに投稿した。
音声に関しては、従来の日本語、英語に加えてシリーズ初の中国語音声にも対応する。また、字幕は11言語に対応している。
今作は春日一番と桐生一馬のW主人公となり、春日パートではハワイでの母親探しの旅が描かれ、桐生パートでは癌になったことをきっかけにエンディングノートを作ることで自身の人生を振り返っていく。
舞台は、前作から登場した伊勢佐木異人町と本シリーズお馴染みの神室町に加え、シリーズ初の海外ステージとなるハワイ・ホノルルシティが登場する。
バトル部分は前作から引き続きRPGのコマンド式となっているが（桐生のみ、能力強化でアクションアドベンチャー方式でのバトルが可能。）、前作と比較してプレイヤーの自由な移動が可能になったり、「吹き飛ばし攻撃」の強化など、よりアクション性と戦略性を増したシステムとなっている。
メインゲストは、前作から引き続き堤真一 / 安田顕 / 中井貴一が出演。また、新たに長谷川博己 / 成田凌 / 井口理（King Gnu）が登場する。その他にも、「ゲスト」扱いで朝倉未来（YouTuber兼総合格闘家）、宇多丸（RHYMESTERのラッパー）、宇内梨沙（TBSテレビのアナウンサーで局内の「eスポーツ研究所」所員）、ガチャピンとムック（フジテレビで放送されていた『ひらけ!ポンキッキ』シリーズのキャラクター）、檜山沙耶や駒木結衣（ウェザーニューズキャスター、肩書はいずれもリリース時点）などが登場している。
また、今作のリリースに際しては、発売の2024年1月時点で宇多丸と宇内が（第4週を除く）毎週水曜日に共演している『アフター6ジャンクション2』（TBSラジオの生放送番組で通称『アトロク2』）とのコラボレーション企画を実施。「『龍が如く8』の世界の中でも現実と同じように放送されているラジオ番組」という設定の下に、2人が出演するオリジナル番組を『アトロク2』の特別チームが制作したうえで、この番組をゲーム内に配信している。この番組は10回シリーズで、ゲームのストーリーの進み具合に応じて追加されるようになっている。
難易度の選択は「7」に引き続き、ダウンロードコンテンツの「マスターズバケーションパック」適用かつ2周目以降に限定される。なお、龍が如くシリーズ恒例の過去作のセーブデータ引き継ぎによる特典は存在しない。
発売日の1月26日にシンガーソングライターの椎名林檎の楽曲を使用したことを発表した。ゲームで楽曲を使用するアーティストを発売日まで伏せておくのは異例である。

## ストーリー
前作から3年後の2022年。春日一番は渡世の親・荒川真澄の遺志を継ぐべく、ハローワークの契約社員となって元極道者の社会復帰に奔走しており、元極道たちの間で「ハマの駆け込み寺」と称されるほど有名になっていた。かつて春日と共に戦った仲間たちも、難波悠は派遣社員として医療器具メーカーに勤務し、足立宏一は刑事時代の経験を活かして防犯調査会社を立ち上げ、向田紗栄子はキャバクラの共同経営者になり、それぞれ新たな夢を追っていた。
ある日、春日・足立・難波・紗栄子の4人がサバイバーに集まって飲み会を行う。飲み会の後、春日は足立と難波から発破をかけられ、前から惚れていた紗栄子をデートに誘いOKをもらう。恋愛経験がなくデートの作法が分からない春日は、足立と難波に助言を請い、トラブルがありながらも紗栄子とのデートを無事に成功させる。しかしその夜、春日は紗栄子に告白しようとした時にテンパってしまい、告白ではなくプロポーズをしてしまう。春日は日を改めて紗栄子に詫びたが、紗栄子からは友達でいようと言われてしまい、その後に春日が送ったメッセージも既読スルーされ、紗栄子と会うこともなくなってしまった。
それから1年後の2023年。春日はハローワークの契約社員として日々仕事に勤しんでいた。しかしある日、突然上司から契約終了を言い渡されてしまう。春日は突然職を失い、その理由もわからず茫然とするが、その後に絡んできた動画配信者達から驚くべき事実を知らされる。1年前に自分が元極道に仕事を斡旋した件が「多々良チャンネル」という告発系動画チャンネルに取り上げられ、そこで「春日一番は仕事斡旋の見返りとして元極道を食い物にしている」という事実無根の告発がされていたのだった。突然ハローワークをクビになったのはこの動画が原因であり、さらに難波も突如職場をクビになり、足立も自身の会社を閉める羽目になってしまう。
そんな中、横浜に根を張る極道組織「横浜星龍会」が、大解散で世にあふれた元極道たちを積極的に組に引き入れていることがわかる。その真意を確かめるため、春日は足立と難波と共に星龍会の事務所に潜入する。星龍会のヤクザ達を倒して会長室に行くと、そこで若頭の海老名正孝に出会う。海老名は春日達を海辺の倉庫に案内し、そこで元極道たちの行き場を確保した上で残る地方の極道組織を全て解散させる「第二次大解散」を計画していると語り、春日にある男を引き合わせる。その男とは、かつての春日の兄貴分で今は服役中のはずの沢城丈だった。後日、沢城から呼び出された春日は、彼の口から、荒川真澄が愛した女性で春日の母親である茜が今もハワイで生きていると聞かされる。そして沢城は、ハワイに行って「息子」として茜にひと目会ってやってほしいと言い、春日に頭まで下げてみせるのだった。
春日は荒川の遺灰を茜に届けるべく、ハワイに向かうことを決意する。そして地上の楽園で巡り会ったのは…… あの堂島の龍・桐生一馬だった。
春日一番、そして桐生一馬。龍を背負う二人の男たちの運命が再び交差する時、日本そしてアメリカをも巻き込む巨大な陰謀が動き出そうとしていた……

## 登場人物
メインキャラクター
春日一番（声 -  中谷一博）
桐生一馬（声 - 黒田崇矢）
足立宏一（声 - 大塚明夫）
難波悠（演 - 安田顕）
向田紗栄子（声 - 上坂すみれ）
ソンヒ（声 - 武田華）
ハン・ジュンギ（声 - 中村悠一）
趙天佑（声 - 岡本信彦）
エリック・トミザワ（演 - 井口理（King Gnu））
不二宮千歳（声 - 伊波杏樹）
主人公達の協力者
花輪喜平（声 - 東地宏樹）
三田村英二（演 - 成田凌）
荒川組(回想のみ)
荒川真澄（演 - 中井貴一）
荒川真斗（声 - 鳥海浩輔）
横浜星龍会
海老名正孝（演 - 長谷川博己）
沢城丈（演 - 堤真一）
楢崎雅史（声 - 平林剛）
山井一派
山井豊（声 - 子安武人）
キヨ
パレカナ
ブライス・フェアチャイルド（声 - 古谷徹）
岸田茜（声 - 榊原良子）
ラニ（声 - 種崎敦美）
デイナ
カロン
ロメロ
バラクーダ
ドワイト・メンデス（声 - 松田修平、マックスウェル・パワーズ（英語））
ローマン・レイノルズ
ジェフ
ガンジョー
ウォン・トー（声 - 増元拓也）
元東城会
真島吾朗（声 - 宇垣秀成）
冴島大河（声 - 小山力也）
堂島大吾（声 - 徳重聡）
異人町の住人
浜子（声 - 唐沢潤）
サバイバーのマスター（声 - 咲野俊介）
村長
アサクラ（演 - 朝倉未来）
ハワイの住人
リボルバーのマスター（声 - 城岡祐介）
ケイ（演 - Kson）
ジュリ
チトセ・バスターホームズ（声 - 鷲見友美ジェナ）
前田ローラ
マチコ
エリザベス(山田えり)
アロハッピーちゃん
猪狩（声 - 室元気）
エンディングドラマ
伊達真（声 - 山路和弘）
太一（声 - 宮坂俊蔵）
一輝（声 - 土田大）
ユウヤ（声 - 三宅健太）
田頭直人（声 - 細谷佳正）
松永考明（声 - ドロンズ石本）
中嶋洋太郎（声 - 楠見尚己）
狭山薫（声 - 久川綾）
秋山駿（声 - 山寺宏一）
澤村遥（声 - 釘宮理恵）
澤村遥勇
追憶ダイアリー
チャウ・カーロン
ムナンチョ鈴木（声 - 田窪一世）
亜門丈
ポケサーファイター（声 - 堀内隼人）
柄本
広中
古牧宗太郎
シズコ
小雪（声 - 本居真優）
ユキ（声 - 杉平真奈美）
スジモンバトル関係者
スジモン博士（声 - 後藤ヒロキ）
ジャック
クイーン
エース
ジョーカー
キング
ドンドコ島
ガチャピン
ムック
又吉
健三
スバル
沙耶（演 - 檜山沙耶）
結衣（演 - 駒木結衣）
フクシマ

## ゲームシステム

### バトル関連
新ライブコマンドRPGバトル
「7」から採用されている従来の喧嘩アクションとRPGコマンドシステムが融合した本作のバトルの肝となるシステム。前作と比較し、キャラクターの移動が可能になったり、吹き飛ばし攻撃が強化されるなど、アクション性と戦略性がさらに大きく進化した。
また、桐生に関しては条件を満たすと一定時間自由に移動して敵に攻撃を叩き込むができ、「6」までと「7外伝」のアクションバトルに変化する。
敵の頭上のアイコン
フィールド上の敵の頭上に、現時点の主人公達の強さを踏まえた敵の強さを示すアイコンが表示される。色は青・赤・紫の3種類で、青は主人公達より弱い(レベルが低い)、赤は主人公達と互角(レベルが近い)、紫は主人公達より強い(レベルが高い)ことを意味する。
王冠マークの敵
フィールドの特定の場所にいる特別な敵。先述の頭上のアイコンの上に王冠マークが表示され、通常の敵よりも強い。倒すと特別なアイテムを入手できたり、塞がれていた通路が通れるようになったりする。
クイックバトル
先述の頭上のアイコンのうち青色のアイコンの敵にエンカウントした時に表示され、選択すると一撃でバトルを終わらせることができる。ただし、得られる経験値は少なくなる。また、たとえ青色のアイコンであっても、王冠マークの敵はクイックバトルは不可。
デリバリーヘルプ
「7」にもあった、スマートフォンからバトル中に助っ人を呼び出すシステム。他のRPGの召喚獣に該当するが、MPではなく所持金を消費して使用する。「7」にあった大技を一撃繰り出すタイプだけではなく、今作からは実際のバトルエリアに降臨し、数ターンの間共闘してくれるタイプのキャストも登場する。
ジョブチェンジ
「7」の「ハローワーク」を踏襲したシステム。また、桐生一馬専用のジョブ「堂島の龍」が追加されるなど、前作からジョブが追加されている。
本作のジョブチェンジは、ハワイの旅行代理店「アロハッピーツアーズ」の本店と支店にある「アロハピルーム」で行う。また、アロハッピーツアーズ本店でアクティビティ(有料)を行うことで、新たなジョブが解放される。桐生パートでは、伊勢佐木異人町にもアロハッピーツアーズの支店が設置される。
武器の作成・強化
「7」の「浪漫製作所」を踏襲したシステム。ハワイに本店があるガレージ「ジュリズ・ギアワークス」で、武器の作成と強化を行う。強化の他に、140種類以上の新たな武器を作成することができる。桐生パートでは、「7」で浪漫製作所があった建物がジュリズ・ギアワークスの支店になっている。

### 絆関連
絆レベル
主人公以外の仲間に設定されているパラメータ。飲食店や特定の建物で会話を楽しんだり、プレイスポットを一緒に楽しんだり、店の商品を買ってあげたりする事で上昇する。絆レベルが上がったら控えメンバー時の経験値取得効率の上昇や転職できる職業の開放、「絆技」という連携技の習得ができる。
絆さんぽ・絆ビンゴ
仲間と2人で会話をする「絆さんぽ」で得た仲間の情報は「絆ビンゴ」と呼ばれるシートに書き込まれ、ビンゴすると大きくレベルを上昇させることができる。
パーティーチャット・宴会トーク
仲間で店で食事したり、特定の建物に行くとトークが聞ける。宴会トークだと正しい選択肢を選ぶと絆レベルの経験値が足される。

### 春日パート
人間力
春日に設定されているパラメータ。情熱、メンタル、陽気、優しさ、知性、お洒落のレベルがあり、購入アイテムやミニゲームのクリア、イベントの選択でレベルの経験値が上昇。レベル上昇に従って春日のステータスや技の威力が強化されるほか、新たなジョブに就くことが出来るようになったり、交流できる人が増える。
人間力チャレンジ
バトルやミニゲームなどの一定の目標に到達すると人間力がアップする。
スジモンバトル
ハワイに生息する様々なスジモンを倒し、「お歳暮」を渡すことで仲間にして育て上げ、マネージャーとして指揮し、スジモン同士を3対3でぶつかり合わせるRPG。「スジモンガチャ」スポットではスジモンをチケットもしくは所持金を使って手に入れることができる。
スジモンバトルのストーリーを進めると、新ジョブ「召喚士」が解放され、ここで育てたスジモンを装備してバトル中に召喚し、春日の戦闘に参加させることができる。
アロハリンクス
ハワイで流行っている交流アプリ「アロハリンクス」でNPCと友達になっていく。ハワイにいる一部のNPCの頭上には専用のアイコンが表示されており、挨拶すると『フレンド』に登録されて人間力がアップする。挨拶したり、アイテムを渡す、絡まれている時に助けるなどをするとフレンドケージが上がり、『ラブフレンド』に変化する。
ラブフレンドが多いとアプリの会員ランクが上がる。また、中にはアイテムを渡してくる者もいる。人間だけでなく、犬、猫、鶏、牛もいる。
トロリー
　ハワイの観光バス。移動中に景色を楽しんだり、パーティーチャットがある。
カムロップのおみくじ
「7」の「東城会の代紋」を踏襲したシステムで、町で落ちているおみくじ。拾って龍海神社にいるカムロップに渡すと、くじの種類(大吉・中吉・小吉・凶)に応じてポイントがもらえ、そのポイントで装備品を買うことができる。
いいものサーチ
特定の場所を調べる事でアイテムを入手できる。今作は海外や海の中もサーチできる。

### 桐生パート
エンディングノート
桐生が自身の実はやりたかったこと・やり残していることなどに取り組んでいくもの。
エンディングドラマ・追憶ダイアリー・未練ミッションの3つの要素で構成され、「心・技・体」の３つで構成される桐生固有パラメータの「覚醒度」が上がっていく。

### その他
地下ダンジョン
横浜とハワイの地下にあるダンジョン。「7」のダンジョンと同じく武器改造の素材や貴重な装備品などを入手できるが、今作では入るたびにフロアのマップが変わる。
ハワイのダンジョンでは「ロボディスク」、横浜のダンジョンでは「コミジュルの調査データ」という専用アイテムを集めることができ、ダンジョン入口で貴重な武器素材などと交換できる。
B1～B10Fが第1層、B11～B20Fが第2層、B21～B30Fが第3層となっており、下層に行くほど敵の強さが増していく。各層の中間の階と最後の階にはボスが待ち構えており、倒すと報酬を得られる。また、各層に行方不明者が5人ずつ強敵に囚われており、救出すると「ロボディスク」(または「コミジュルの調査データ」)を沢山入手できるほか、5人全員を救出すると報酬として貴重な装備品を入手できる。
スジモン図鑑
「7」から再登場した、敵を自動的に登録してくれる図鑑。前作から引き続き登場するスジモンも多い一方で、ハワイ独自のスジモンが大幅に追加されている。
フォトラリー
ハワイと横浜の名所やショップや道具などを撮影する。撮影するとアイテムが貰える。
プレイリスト
移動中や作業中に流せる音楽プレイリスト。アフター6ジャンクション2やマイク・フラとDJANGOピピ・ステューのSegwavesなどのラジオ番組から龍が如くのカラオケ曲やSEGAのゲームのBGMが聞ける。
OKAサーファー
町中を移動できるパーソナルモビリティ。充電は有料で、色柄とホイールのカスタマイズが可能。ハワイで解放されるが、伊勢佐木異人町と神室町でも使用可能。
コンテナ・金庫
鍵のかかった箱。ハワイではコンテナ、伊勢佐木異人町と神室町では金庫になっている。どちらも「金庫の鍵」で開けることができ、開けると珍しい装備や素材等が入手できる。銀色と金色のものがあり、銀色のものは金庫の鍵1本、金色のものは3本で開けることができる。
にぎにぎ
町にいる特定のNPCに声をかけると有料で体力回復してくれる。ハワイと横浜にいる。
アイテム入手
ゴミ箱、トイレ、ヤシの実、海、砂山から至るとこからアイテムを入手できる。
ハーブと海藻で特殊料理を作ることが可能
フリーペーパーはジョブの経験値を上げてくれる。

## プレイスポット
クレイジーデリバリー
自転車に乗ってフードを配達するミニゲーム。多くの配達をこなすだけでなく、アクションやトリックを成功させることでさらにチップを貰うことができる。
ドンドコ島
大量のゴミが不当投棄されて寂れた島「ドンドコ島」を、リゾート地として発展させていくゲーム。島に散らばるゴミや木・岩などをバットで壊して資源を集め、その資源で家具からキャバクラやコンビニなどの施設までをDIYで製作し、汚染された土地を除染・整地しながら設置していく。また、島にゴミの不法投棄を繰り返す悪徳ゴミ処理企業「クリーンパイレーツ」が妨害してくるので、彼らを撃退して治安を守る必要もある。これを繰り返し、「5つ星リゾート」の認定を取得することが最終的な目標となる。
このドンドコ島のマスコットキャラクターとして、ガチャピンとムックが登場する。
マッチングアプリ
自己紹介文やアイコンを編集しプロフィールを作り、興味を持った対話相手とチャットを行い会話を盛り上げ、口説くことができると対話相手と対面することができる。従来のキャバクラと『0』のテレクラを掛け合わせたもの。
不審者スナップ
トロリーバスで乗り、街での不審者を激写するミニゲーム。　
キャバクラ・セクシーダンス
仲間と共に行くと親愛度が増す。
『7』では女性仲間は行けなかったが、今回から行けるようになった。
これ以外にも、カラオケ、アーケードゲーム、ポーカー、ダーツなどが搭載されている。

## 舞台
伊勢佐木異人町
前作から登場した、横浜周辺の歓楽街。広さは神室町の約3倍。序盤で春日編の舞台になるほか、中盤～終盤では桐生編の舞台になる。
ホノルルシティ
本作で初登場となる、ハワイの都市。広さは伊勢佐木異人町の約3倍。春日編の舞台となる。観光客で賑わうアロハビーチ、ハワイ最大の商業施設「アナコンダショッピングセンター」、日本人街、チャイナタウンなどがある。
ネレ島
宗教団体「パレカナ」の聖地とされる島で、春日編の最終決戦の舞台。ホノルルシティから100km西にある。代表のブライスをはじめとするパレカナの幹部、「ハク」の称号を与えられた者、パレカナの物資輸送船のみが出入りを許される島で、それ以外の人間には場所を隠蔽されている。
神室町
龍が如くシリーズではお馴染みの、新宿にある日本最大の歓楽街。本作では主に桐生パートで訪れ、エンディングノートの追憶ダイアリーと未練ミッションがある。また、ミレニアムタワーが桐生編の最終決戦の舞台となる。

## 劇中の主な用語
大解散
前作で起こった東城会と近江連合の解散劇。これにより3万人近い数の元極道があぶれる事となった。
元暴5年条項
暴力団を抜けてから5年を経過していない人物を対象とした規定で、「暴力団を抜けて5年経過するまでは反社会的勢力と見なされる」というもの。たとえ一般企業等で真面目に働いていたとしても適用され、この5年の間は銀行口座の開設、携帯電話やクレジットカードの契約、賃貸物件やローンの契約などが制限されるため、元暴力団員の社会復帰における大きなハードルとなっている。
多々良チャンネル
告発系バーチャル配信者「多々良ひそか」が運営している動画チャンネル。大物政治家の不祥事や巨大企業の隠蔽などの社会悪を暴露してきた人気チャンネルで、告発系配信者の中でも信頼度は随一と言われており、登録者数は500万人にも上る。警察や政治家も欠かさず見ているという噂もある。先述の通り配信する情報の信頼度の高さに定評があるが、なぜか春日や桐生などの元東城会関係者に関する告発においては事実無根のガセネタを配信する。
第五地区エリア
ホノルルシティ内にある不法占拠地帯。マフィア「バラクーダ」の巣窟となっている危険なエリアで、建設中止になったビルに世界各国から居場所を求めるホームレスたちが大勢集まり暮らしている。普段は巨大な鉄扉で閉ざされており、一般人が立ち入ることはできない。
「裏」と呼ばれる地下にはアナコンダショッピングセンターと瓜二つの商業施設があり、隣接する工場で製造された偽ブランド品(本物と全く同じ素材と、本物の製造工場から流出したパターンを使っている)の競売が行われている。地上のホームレスたちは、この偽ブランド品の製造工場で働いて収入を得ている。この裏商業施設は地上にあるホノルル最高級ホテル「クリスタルアロハリゾートホテル」とエレベーターで繋がっていて、そこから世界各国の一流百貨店などのバイヤー達が偽ブランド品の買い付けに来ている。
パレカナ
ハワイに古くからある宗教団体。教祖はブライス・フェアチャイルド。
教団関係者は皆、黄色を基調とした服を着ている。火を神聖なものとしており、火山の女神の名を冠した「ネレ島」と呼ばれる聖地がある。この島は、ブライスら幹部のほかは、ブライスから「ハク」の称号を与えられた者と物質輸送船のみが出入りを許される。
フードバンク活動や養護施設の経営など奉仕活動を献身的に行っており、その養護施設には春日の母親の岸田茜が長年勤めていた。その功績から、行政関係者からの信頼も厚い。
バラクーダ
ホノルルシティで最大の勢力を誇るマフィア。総帥はドワイト・メンデス。
マフィアとしては珍しく、人種や民族的な結束よりも元ホームレスであるという境遇でつながっている。第5地区を拠点としており、勢力と縄張りを誇示するために毎週月曜日の22時に街中を巡回している。バラクーダに盾突くと、「開き」と称される残虐な粛清を受けることになる。警察を買収したり目撃者をでっちあげて、自分たちの罪を無関係の一般市民に被せている(トミザワもその被害者の一人)。
総帥のドワイトは、「クリスタルアロハリゾートホテル」の最上階を丸ごと居住区としている。
ガンジョー
ハワイでバラクーダと並ぶ勢力を誇る中華系マフィア。総帥はウォン・トー。
表向きには高級ホテル「涅槃岸」を経営し、世界各国の超富裕層を相手に資産隠しを請け負っている。裏でカジノを運営しており、チャイナタウンの至る所に裏カジノがあるほか、そこで審査基準を満たした客だけが招待される超VIP専用カジノが涅槃岸の上層階にある。

## 評価
ファミ通のライターの齋藤モゲがプレイした評価は「本作と前述の2作品のあいだにネットでよく言われる“越えられない壁”があるように感じた」と評し、シリーズトップクラスの完成度であるとし、クロスレビューでは40点満点を記録しプラチナ殿堂を獲得した。
海外でも評価は高く、Video Games Chronicleが「ここ数年の最も優れたRPGのひとつ」とレビューし満点の100点と評価し、他にも、VGNやTheGamerなどの13のメディアが満点を付け、年末のゲーム・オブ・ザ・イヤーの本格的な候補と評する声も多い。また、レビュー集約サイトのMetacriticでは、Xbox Series X/S版が最高位の「普遍的な賞賛」を受けた。その一方で、「メインストーリーは不満の残る出来である」とするレビューもあった。
2025年、第19回声優アワードにて、ゲーム賞を受賞。

### 売上
発売から1週間で全世界累計販売本数が100万本を突破した。これはシリーズにおいて最速の記録となる。